# Francesco Antonio Bonporti
Francesco Antonio Bonporti (Trento, 11 de junio de 1672 - Padua, 19 de diciembre de 1749) fue un compositor, violinista y sacerdote italiano.
En el año 1691 fue admitido en el Colegio Germánico de Roma, donde estudió la carrera de teología. En dicho centro estudió también composición, bajo la supervisión de Giuseppe Ottavio Pitoni, y violín con Arcangelo Corelli, aunque este último punto de su biografía no está confirmado.
De vuelta a su ciudad natal, Trento, se ordenó de sacerdote en 1695. En 1697 fue nombrado para una puesto de menor importancia en la catedral de su ciudad, donde permaneció durante más de 40 años. En 1740 se trasladó a Padua, donde habría de vivir hasta su muerte.

## Su obra

### Influencias
Se ha considerado que su obra influyó a Johann Sebastian Bach, en cuanto al desarrollo de la forma invención. De hecho, Alfred Dörffel atribuyó erróneamente varias de las Invenzioni de Bonporti al genio de Eisenach, aunque en 1911 el musicólogo Werner Wolffheim demostró que las piezas eran en realidad de F. A.Bonporti, y que Bach las había transcrito para clave. A pesar de ser un excelente compositor instrumental, fue ignorado durante su tiempo.

### Obras
El catálogo musical de Bonporti incluye doce óperas, publicadas entre 1696 y 1736, y los siguientes trabajos:
- Op. 1 - Sonate à Tre, para dos violines, violonchelo obligado y bajo continuo, 1696 .
- Op. 2 - Sonate da Camera a tre, para dos violines y bajo continuo, 1701 .
- Op. 3 - Motetti a canto solo, 1702 .
- Op. 4 - Sonate da Camera a tre, para dos violines y bajo continuo, 1706 .
- Op. 5 - Arie, baletti y correnti, c. 1704 .
- Op. 6 - Sonate da Camera a tre, para dos violines y bajo continuo, 1706 .
- Op. 7 - Sonate a tre, para violín solo y bajo continuo, 1707 - 1708 .
- Op. 8 - Le Triomphe de la Grande Aliance, para violín y bajo continuo, 1708 - 1712 .
- Op. 9 - Bomporti opera nona, para violín solo y bajo continuo, 1716 .
- Op. 10 - Invenzioni, para violín solo, 1713 .
- Op. 11 - Concerti a quattro, para dos violines, viola bajo, c. 1715 .
- Op. 12 - Concertini e serenate con arie variate, siciliane, recitativi, e chiuse, para violín, violonchelo y clavicémbalo, 1720 .